# Verge als 40
Verge als 40 (títol original: The 40-Year-Old Virgin) és una comèdia  estatunidenca de l'any 2005 escrita per Judd Apatow i coescrita per Steve Carell, presentant una bona quantitat de diàleg improvisat. Ha estat doblada al català. Ha estat doblada al català.

## Argument
Andy (Steve Carell) és un home encantador que només té un problema: segueix verge als seus 40 anys. Per això, els seus companys de treball fan tot el possible perquè el seu amic perdi la virginitat. Però les seves intencions van molt desencaminades, ja que Andy busca la felicitat i el veritable amor. Tot canvia quan coneix a Trish (Catherine Keener), una dona que treballa al davant d'ell. En el camí, el protagonista es coneixerà millor, ha d'ordenar les seves prioritats i superar la seva timidesa.
Steve Carell, el protagonista d'aquesta comèdia, es va basar en un dels esquetxos que va realitzar quan treballava a la companyia d'actuació improvisada Second City, en què interpretava a un quaranta verge. Steve buscava algú amb un sentit de l'humor similar, fins que va trobar a Judd Apatow, que buscava una oportunitat per debutar en la direcció de llargmetratges. No van trigar gaire a trobar-li a Andy tres companys de treball: Paul Rudd (The Cider House Rules), Romany Malcus (The Tuxedo) i Seth Rogen (Freaks and Geeks). El toc femení el posa l'actriu Catherine Keener (Full Frontal, 8mm).

## Repartiment
| Actor                  | Personatge     |
| ---------------------- | -------------- |
| Steve Carell           | Andy Stitzer   |
| Catherine Keener       | Trish Piedmont |
| Paul Rudd              | David          |
| Kimberly Page          | Carol          |
| Romany Malco           | Jay            |
| Seth Rogen             | Cal            |
| Elizabeth Banks        | Beth           |
| Leslie Mann            | Nicky          |
| Jane Lynch             | Paula          |
| Gerry Bednob           | Mooj           |
| Shelley Malil          | Haziz          |
| Kat Dennings           | Marla Piedmont |
| Jordy Masterson        | Mark           |
| Chelsea Smith          | Julia Piedmont |
| Jonah Hill             | Client d'eBay  |
| Erica Vittina Phillips | Jill           |
| Marika Dominczyk       | Bernadette     |
| Mindy Kaling           | Amy            |
| Mo Collins             | Gina           |